# Dane Clark
Dane Clark, född 26 februari 1912 i Brooklyn, New York, död 11 september 1998 i Santa Monica, Kalifornien, var en amerikansk skådespelare.

## Filmografi, urval
- 1942 – Till sista man
- 1943 – Spionage i Tokyo
- 1945 – Vägen mot ljuset
- 1946 – Stulet liv
- 1946 – Duellen i mörkret
- 1947 – Den djupa dalen
- 1948 – Pisksnärten
- 1950 – Spårlöst försvunnen
- 1954 – Five Days